# TV Tropes
TV Tropes è una wiki che cataloga e analizza gli elementi ricorrenti e gli espedienti narrativi usati dagli autori (detti propriamente topoi, da non confondere con i tropi), presenti nei lavori creativi come film, fumetti, videogiochi, webcomic e altre opere di narrativa.
Il sito è disponibile in varie lingue, tra cui l'italiano, ed è dedicato a un pubblico internazionale ma la maggior parte del contenuto è disponibile in inglese.
Fondato nel 2004, il sito si è gradualmente espanso andando a coprire non solo film e i telefilm ma anche altre forme di narrazione, tra cui le fanfiction.

## Contenuti
Il sito è organizzato in pagine dedicate agli specifici topoi, oppure a prodotti di narrativa che vengono analizzati dal punto di vista dei topoi contenuti, ma si trovano anche pagine dedicate agli aspetti del mondo del Fandom, come il gergo. Si può trovare ad esempio un corposo elenco delle scritture sbagliate più frequenti dei titoli, dei personaggi e dei luoghi presenti nelle opere e un'analisi delle reazioni dei fan alla presenza di questi errori.
Gli articoli sono scritti in linguaggio informale, contenendo spesso immagini, collegamenti a YouTube e Wikipedia (chiamata dal sito l'altra wiki), slang e altre espressioni colloquiali.
Per ogni topos viene fornito un elenco delle opere che lo contengono, con eventuali note per specificarne le variazioni, e spesso delle citazioni introduttive e delle immagini.
Le pagine sono in genere categorizzate, come in Wikipedia, ma le categorie si chiamano serie e sono fatte soprattutto per consentire una navigazione orizzontale tramite dei bottoni per muoversi avanti e indietro tra gli articoli della stessa serie. Le serie possono inoltre essere organizzate in verticale per organizzare gli articoli in base alle tematiche, per esempio si possono visualizzare i topoi di un certo formato (libri, fumetti, videogiochi,. ecc.), di un certo genere (guerra, amore, comico, horror, ecc.) o tipo di topos (trame tipiche, deus ex machina, personaggi stereotipati, ecc).
La wiki mantiene un approccio informale non solo nella presentazione del contenuto ma anche nel funzionamento di base: è permesso e addirittura consigliato creare articoli su argomenti poco conosciuti, che su Wikipedia verrebbero considerati inappropriati. È inoltre permesso aggiungere nella voce dissertazioni sul contenuto inserito da altri, infatti non è infrequente trovare delle liste con punti innestati che contraddicono le affermazioni riportate, in maniera simile a quanto avviene nelle discussioni dei forum di appassionati. Un'altra analogia con i forum è la presenza di metodi per coprire gli spoiler a chi non volesse vederli. Al sito, inoltre, è abbinato un forum per la discussione libera.
Il sito non è basato sul software MediaWiki, a differenza di altri progetti simili come Encyclopedia Dramatica o Uncyclopedia, e tra le differenze più interessanti c'è l'utilizzo di link che compaiono automaticamente se si scrive il nome della pagina da linkare in stile CamelCase: il link avrà come nome il titolo della pagina, ma nell'URL e nel codice dell'articolo apparirà il codice abbreviato.
TV Tropes insegna all'utente come analizzare e scomporre le opere. Una conseguenza indesiderata è la conseguente incapacità dell'utente di vedere film e altri prodotti nel loro complesso: alcuni diventano cinici nella fruizione dei contenuti e questo può impedire di goderne come semplici spettatori, ed è stato oggetto di una striscia del fumetto online xkcd.